# Lord Erskine
Lord Erskine ist ein erblicher britischer Adelstitel (Lord of Parliament) in der Peerage of Scotland.
Der Lord ist erblicher Clan Chief des Clan Erskine.

## Verleihung
Der Titel wurde um 1426 für Sir Robert Erskine of that Ilk geschaffen. Das genaue Datum der Verleihung ist nicht gesichert; urkundlich belegt ist, dass er den Titel am 24. Mai 1429 bereits innehatte.
Dem 6. Lord wurde 1565 der Titel Earl of Mar verliehen. Der 14. Lord erbte 1829 auch den Titel Earl of Kellie. Die Lordship of Erskine ist bis heute ein nachgeordneter Titel der seither vereinten Earldoms of Mar und Kellie.

## Lords Erskine (1426)
- Robert Erskine, 1. Lord Erskine († 1452)
- Thomas Erskine, 2. Lord Erskine († um 1491)
- Alexander Erskine, 3. Lord Erskine († um 1509)
- Robert Erskine, 4. Lord Erskine († 1513)
- John Erskine, 5. Lord Erskine († 1552)
- John Erskine, 18./1. Earl of Mar, 6. Lord Erskine († 1572)
- John Erskine, 19./2. Earl of Mar, 7. Lord Erskine (um 1558–1634)
- John Erskine, 20./3. Earl of Mar, 8. Lord Erskine (um 1585–1654)
- John Erskine, 21./4. Earl of Mar, 9. Lord Erskine († 1668)
- John Erskine, 22./5. Earl of Mar, 10. Lord Erskine (1650–1689)
- John Erskine, 23./6. Earl of Mar, 11. Lord Erskine (1675–1732) (Titel aberkannt 1716)
- John Erskine, 24./7. Earl of Mar, 12. Lord Erskine (1741–1825) (Titel wiederhergestellt 1824)
- John Erskine, 25./8. Earl of Mar, 13. Lord Erskine (1772–1828)
- John Erskine, 26./9. Earl of Mar, 11. Earl of Kellie, 14. Lord Erskine (1795–1866) (1795–1866)
- Walter Erskine, 12. Earl of Kellie, de iure 10. Earl of Mar, 15. Lord Erskine (1810–1872)
- Walter Erskine, 11. Earl of Mar, 13. Earl of Kellie, 16. Lord Erskine (1839–1888)
- Walter Erskine, 12. Earl of Mar, 14. Earl of Kellie, 17. Lord Erskine (1865–1955)
- John Erskine, 13. Earl of Mar, 15. Earl of Kellie, 18. Lord Erskine (1921–1993)
- James Erskine, 14. Earl of Mar, 16. Earl of Kellie, 19. Lord Erskine (* 1949)

Titelerbe (Heir Presumptive) ist der Bruder des aktuellen Titelinhabers Alexander Erskine, Master of Mar and Kellie (* 1952).